# 장폐색
창자막힘증(ileus) 또는 장폐색증은 위장관 (gastrointestinal tract)의 정상 운동 기능에 장애가 온 것을 뜻한다. 때로는 장마비라고 한다.
장폐색증은 보통 장이 막힌 것을 가리킨다. 하지만 의학계에서는 (특히 "장마비"라고 불릴 때) 이를 비 물리적인 이유로 위한 위장관의 운동 저하로 정의하기도 한다. 그렇게 볼 때, 장마비는 구조 이상으로 인한 운동 장애가 포함되지 않으므로, 담석 장폐색증 (gallstone ileus)나 태변 장폐색증 (meconium ileus)는 잘못 붙여진 이름이라 할 수 있다.

## 유형
운동 기능의 장애는 넓게 분류해서 장 폐쇄 혹은 소장 무력증 혹은 마비 때문으로 나눌 수 있다. 하지만, 장 폐쇄의 증상이 있으면서 물리적인 장 폐쇄는 없는 경우가 있는데 이를 "급성 대장성 거짓폐쇄증" (acute colonic pseudoobstruction), 또는 오길비 증후군 (Ogilvie's syndrome)이라고 한다.
장폐쇄 (bowel obstruction)는 위장관이 어떤 물리적인 요인으로 막한 것을 말한다.
소장의 마비는 마비성 장폐색 (paralytic ileus)이라고 하는데, 완전 마비일 필요는 없으나 내용물이 이동하지 못해 장 폐색을 일으킬 정도로 운동 기능이 저하되어 있어야 한다. 마비성 장폐색은 특정 수술 후에 흔하게 발생하는 부작용으로, 이때는 "수술 후 장폐색" (postsurgical ileus)이라고도 한다. 약이나 외상, 또는 질환 (급성 췌장염 (acute pancreatitis) 등) 역시 원인 중 하나다. 마비성 장폐색은 변비와 복부팽만감을 유발한다. 복부 청진 시 장음이 감소되어있는 것이 소견이다.
소장 일부의 일시적인 마비는 복부 수술 후에 자주 일어난다. 이렇게 되면 소장 내의 내용물이 움직일 수 없으므로, 그 부분에서 다시 장음이 들릴 때까지 환자는 금식하게 된다.

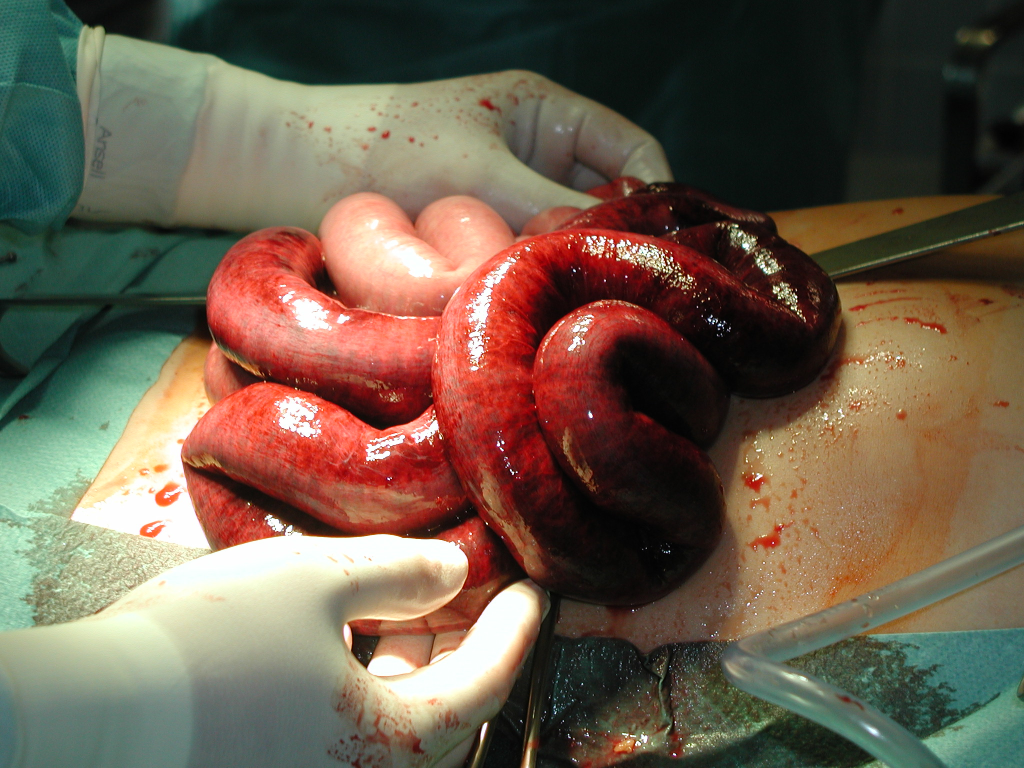
괴저성 장폐색 (Gangrenous ileum)

장무력증 또는 마비는 억제성 신경 반사, 염증 또는 여러 신경호르몬 분비 이상으로 일어날 수도 있다.

## 증상
장폐색의 증상으로는 다음과 같은 것들이 있으며, 이외에도 훨씬 다양한 증상이 나타날 수 있다.
- 보통의, 광범위한 복부 불편감
- 심한 복통
- 발열, 오한
- 변비
- 복부 팽만
- 오심/구토, 특히 식후
- 장 운동 또는 방귀가 나오지 않음
- 트림 증가

## 위험 요인
- 하부 위장관 수술 및 기타 위장관 처치
- 전해질 불균형
- 당뇨병성 케톤혈증 (diabetic ketoacidosis)[7] 등의 대사성 산증 (metabolic acidosis)
- 갑상선 기능 저하증 (hypothyroidism)
- 약물 (예: 아편 제제 (opiates))
- 중한 질환 (예: 복막염 (peritonitis))
- 척수 손상. 특히 다섯번째 흉추 (T5) 수준 이상에서 손상이 있을 경우 장의 운동이 저하된다.

## 치료
전통적으로, 금식이 모든 경우에서 필요하다고 생각되어왔으나, 현재는 튜브를 통한 부드러운 영양 공급이 위장의 피드백 신호를 자극해 운동성을 회복시킬 수 있다는 견해도 제기되고 있다. 환자의 장 운동 기능에 심한 장애가 있다는 징후가 계속 있을 경우, 코위흡인 (nasogastric suction)과 비경구영양 (parenteral nutrition)이 필요할 수 있다. 이런 경우, 경구 영양을 지속하면 위장 천공 (perforation)의 위험이 있다.
마비성 장폐색의 경우 여러 가지 치료의 선택지가 있다. 대부분은 근원적인 치료보다는 보존적인 치료다. 약으로 인해 유발된 것이라면, 약을 끊거나 줄인다. 락툴로즈 (lactulose), 에리스로마이신 (erythromycin) 등의 약은 장 운동을 자극할 수도 있으며, 신경학적 요소가 관여하는 중증 마비성 장폐색의 경우 네오스티그민 (neostigmine)이 고려된다. 또 껌을 씹는 등의 '거짓 식사'가 수술 후 위장관의 운동성을 증가시킨다는 연구 결과도 있다..
가능하다면 유발 원인을 교정한다 (예를 들어, 전해질 불균형에서는 전해질 교정).

## 합병증
장폐색은 장 사이의 접촉 시간을 늘리면서 그 사이에 섬유가 침착되게 하여 유착 (adhesion)을 유발할 수 있다. 또 장 팽만으로 인해 장막 (serosa)의 손상과 허혈 (ischemia)이 일어날 수 있다. 말의 경우 장 팽만으로 인해서도 유착이 발생할 수 있다고 보고되어있으며, 수술 후 말을 걷게 하는 것이 운동성 자극에 도움이 된다고 한다. 반복적 개복술 (celiotomy)로 소장 내부를 감압 (decompress)하고 섬유성 유착을 제거하는 것도 장폐색으로 인한 유착을 줄이는데 도움이 되며, 결과도 좋은 것으로 보고되고 있다.

## 같이 보기
- 작은 창자
- 돌창자(ileum)